# Giuseppe Cappellini
Giuseppe Cappellini (Livorno, 1812 – Firenze, 1876) è stato un architetto italiano, formatosi all'Accademia di Belle Arti di Firenze e alla "Scuola di Architettura Ornato e Agrimensura" di Livorno.

## Biografia
Dopo essere diventato un architetto professionista si dedicò ad alcuni lavori nella stessa città natale: qui realizzò i classicheggianti Casini d'Ardenza (1841 - 1844) e il grande Teatro Goldoni (1843 - 1847), mentre successivamente si occupò dei restauri del Teatro San Marco (con modifiche strutturali e rinnovo di parte delle decorazioni) e del Palazzo Comunale. Sempre a Livorno, nel 1856, lavorò alla costruzione del Palazzo Maurogordato, realizzato lungo il Fosso Reale ed impostato secondo i modelli dei palazzi rinascimentali fiorentini.
Interessanti anche numerosi progetti non realizzati quali la riduzione a manicomio della Villa dell'Ambrogiana a Montelupo Fiorentino, le carceri da realizzarsi alla Fortezza Nuova, il nuovo mercato, le scuole ed il Palazzo di Giustizia di Livorno.
Intorno al 1860 partecipò al concorso per la costruzione del nuovo tempio protestante labronico, in stile neoclassico, ma la commissione preferì optare per il progetto in stile neogotico di Dario Giacomelli.
Suo fratello Alfredo prestò servizio nella Regia Marina e, perito durante la battaglia di Lissa del 1866, fu decorato alla memoria con la Medaglia d'oro al valor militare.

## Galleria d'immagini

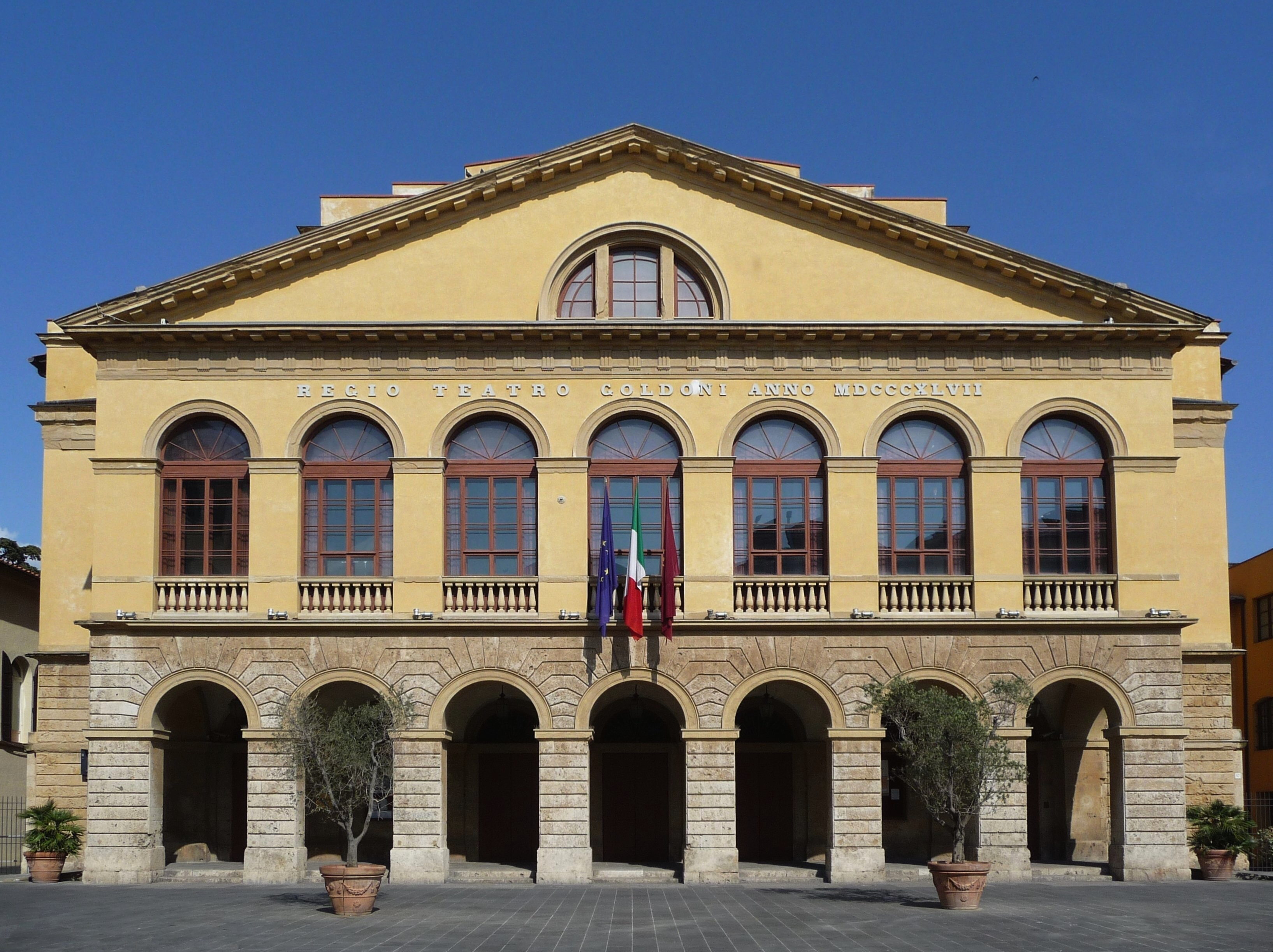
Teatro Goldoni
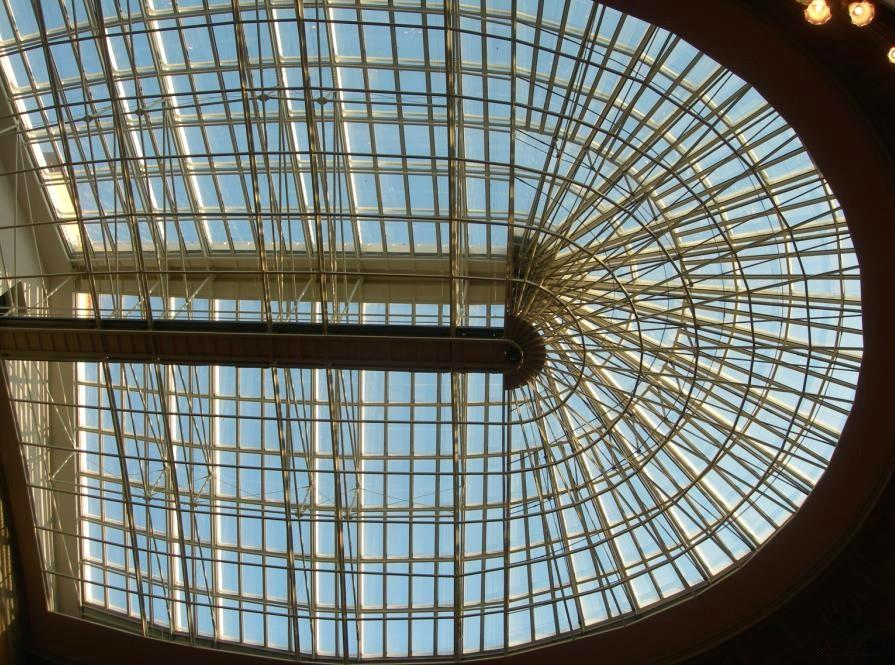
Copertura del Teatro Goldoni
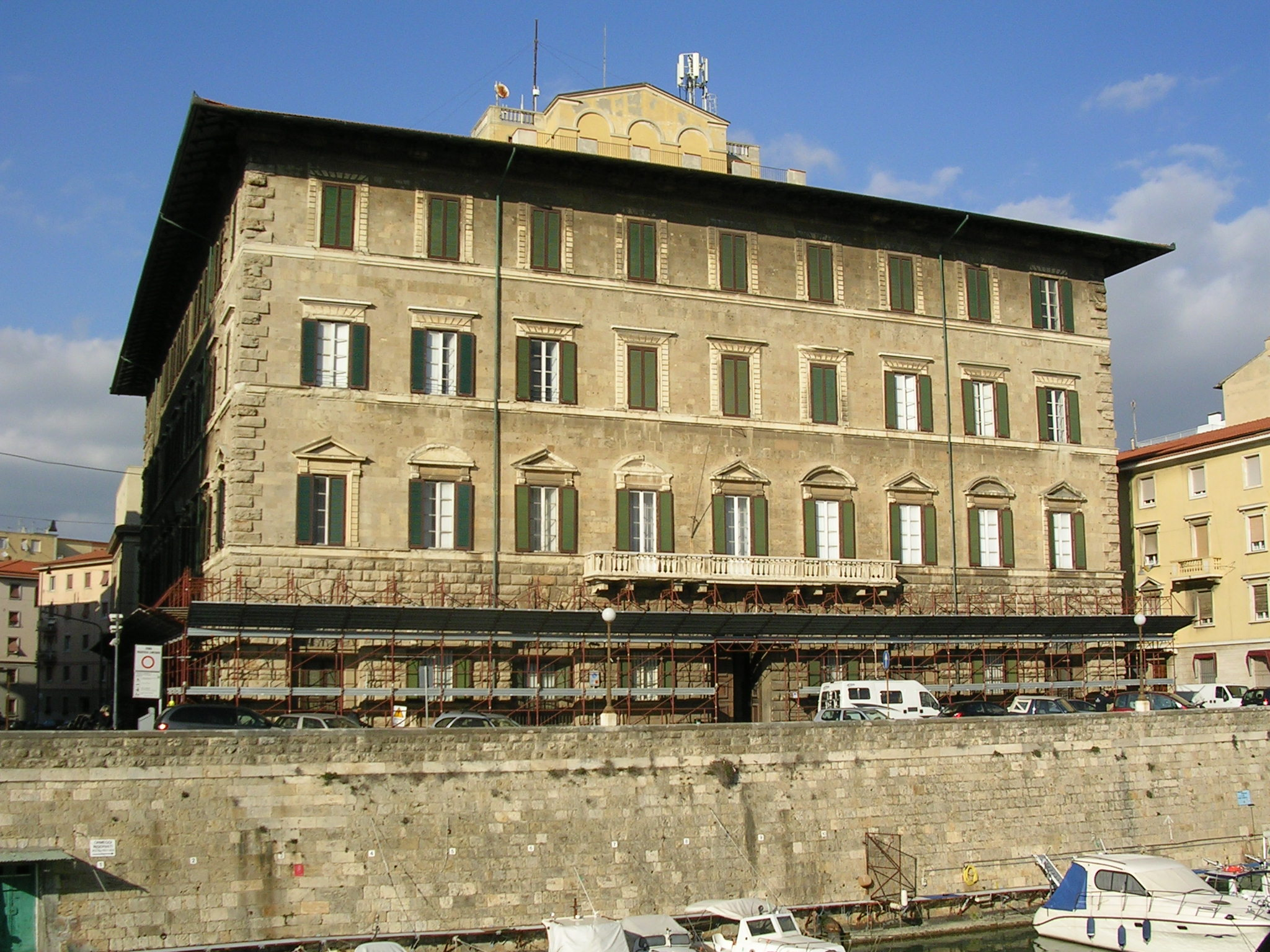
Palazzo Maurogordato
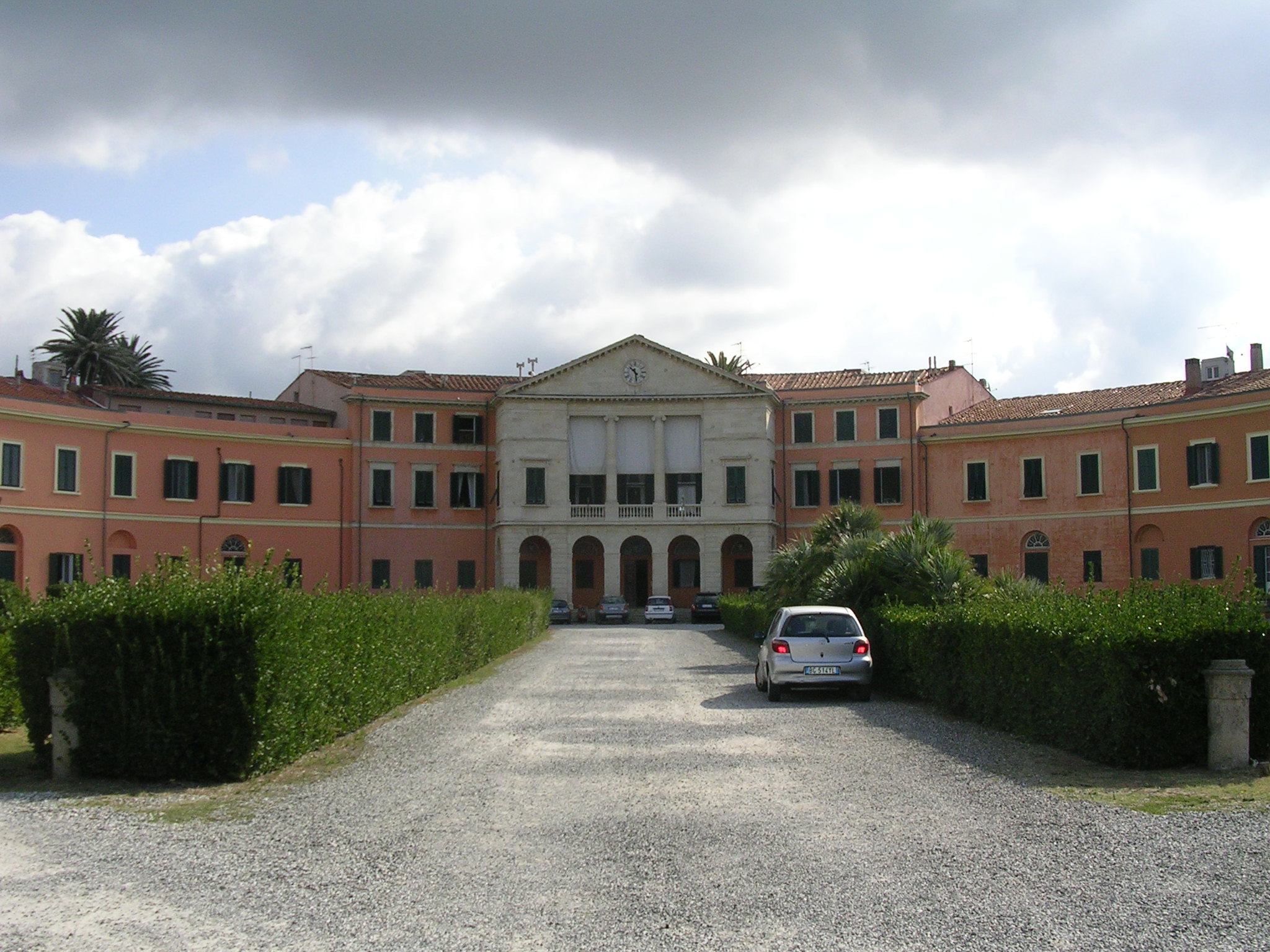
Casini d'Ardenza